# Olbiogaster orientalis
Olbiogaster orientalis är en tvåvingeart som beskrevs av Edwards 1915. Olbiogaster orientalis ingår i släktet Olbiogaster och familjen fönstermyggor.
Artens utbredningsområde är Sri Lanka. Inga underarter finns listade i Catalogue of Life.